# East Lexington (Virginia)
East Lexington es un lugar designado por el censo situado en el condado de Rockbridge, Virginia  (Estados Unidos). 

## Demografía
Según el censo de 2010 tenía una población de 1.463 habitantes.Según el censo de 2010, East Lexington tenía una población en la que el 85,2% eran blancos; el 8,6% afroamericanos; el 0,7% eran indios americanos y nativos de Alaska; el 2,8% eran asiáticos; el 0,1% hawaianos y otros isleños del Pacífico; el 0,1% de otra raza, y el 2,5% a partir de dos o más razas. El 2,0% del total de la población eran hispanos o latinos de cualquier raza.
Para el año 2020, el censo demostró que contaba con 1824 habitantes, de los cuales 1451 eran blancos, 4 amerindios, 70 asiáticos, 152 afroamericanos, 81 hispanos o latinos, 38 de otra raza y 109 de dos o más razas.